# Kernkraftwerk Yankee Rowe
Yankee Rowe war ein Kernkraftwerk auf dem Gebiet der Stadt Rowe im Franklin County (Massachusetts). Es war von 1960 bis 1992 in Betrieb und wurde bis 2007 zurückgebaut. Die meisten Menschen, die dort während des Betriebs oder Abbaus arbeiteten, nannten die Anlage „Rowe Atomic“ oder einfach „Rowe“, um eine Verwechselung mit dem Kernkraftwerk Vermont Yankee in  Vernon (Vermont) zu vermeiden. Die Baukosten der Anlage betrugen etwa 39 Millionen Dollar, der Rückbau kostete 508 Mio. Dollar.

## Geschichte
Yankee war das dritte kommerzielle Kernkraftwerk in den USA und das erste in Neuengland. Der 167 MW-Druckwasserreaktor befand sich am Fluss Deerfield in der Stadt (Town) Rowe. Es wurde am 26. Februar 1992 nach 32 Jahren Betrieb abgeschaltet. Eine Untersuchungskommission der Nuclear Regulatory Commission (NRC) fand, dass der Stahl des Reaktorbehälters in den vielen Jahren zu brüchig geworden war. Die geplante Verlängerung der Betriebserlaubnis wurde daher abgelehnt.
Das war ein harter Schlag für Rowe, das
etwa 85 % seiner Einnahmen durch das Kernkraftwerk und ein Wasserkraftwerk in der Nähe bezog.
Die Betreibergesellschaft Yankee Atomic Electric Company (YAEC) wurde 1954 gegründet. Gründer waren zehn Versorger
aus den Neu-England-Staaten.
| Name                                       | Beteiligung |
| ------------------------------------------ | ----------- |
| New England Power Company                  | 34,5 %      |
| The Connecticut Light and Power Company    | 24,5 %      |
| Boston Edison Company                      | 9,5 %       |
| Central Maine Power Company                | 9,5 %       |
| Public Service Company of New Hampshire    | 7,0 %       |
| Western Massachusetts Electric Company     | 7,0 %       |
| Central Vermont Public Service Corporation | 3,5 %       |
| Commonwealth Electric Company              | 2,5 %       |
| Cambridge Electric Light Company           | 2,0 %       |

## Rückbau
Bei Rückbau wurde nicht auf einen Sicheren Einschluss gesetzt, sondern ein sofortiger Rückbau durchgeführt, der 2007 beendet war. Die Kosten hierfür wurden ursprünglich mit 368 Mio. US-Dollar angegeben, stiegen jedoch während des Rückbaus auf 508 Mio. US-Dollar an.
Die Nuclear Regulatory Commission hat inzwischen bekannt gegeben, dass der Abbau von Yankee Rowe beendet ist. Das Land wurde für sicher erklärt. Dennoch befinden sich noch 50 Tonnen (ca. 100.000 Pounds) verbrauchte Brennstäbe in Kästen aus Stahl und Beton auf dem Gelände. Sie werden dort bleiben, bis das Endlager in Yucca Mountain fertig gebaut ist. Das ist für 2020 geplant.[veraltet]

## Daten der Reaktorblöcke
Das Kernkraftwerk Yankee Rowe hatte einen Block:
| Reaktorblock | Reaktortyp         | Netto- leistung | Brutto- leistung | Baubeginn  | Netzsyn- chronisation | Kommerzi- eller Betrieb | Abschal- tung |
| ------------ | ------------------ | --------------- | ---------------- | ---------- | --------------------- | ----------------------- | ------------- |
| Yankee Rowe  | Druckwasserreaktor | 167 MW          | 180 MW           | 01.10.1957 | 01.11.1960            | 01.07.1961              | 01.10.1991    |